# Боливийская национальная революция
Боливийская национальная революция (исп. Revolución Nacional de 1952) — период в истории Боливии с 9 апреля 1952 года до переворота 4 ноября 1964 года, в течение которого страной управляло Национально-революционное движение (Movimiento Nacionalista Revolucionario, MNR, МНР). За 12 лет МНР провёл модернизацию, которая изменила ход политического, экономического и социального развития Боливии.
Революция ознаменовалась фундаментальными изменениями в жизни граждан в Боливии: распределением земли через аграрную реформу, которая привела к полному прекращению помещичьего режима на западе страны, установлением государственного контроля над природными ресурсами, установлением всеобщего избирательного права. Это была социальная революция, которую принято сравнивать с мексиканской и кубинской революциями.

## Предыстория
У истоков боливийской революции стоят период Великой депрессии и поражение Боливии в войне Чако. Великая депрессия ослабила добывающую сферу, являвшуюся основой боливийской экономики, а поражение в Чако показало ограниченность текущей политической и экономической модели, реализуемой олигархическими кругами, и подчеркнуло хрупкость боливийской государственности.
Важным этапом в складывании предпосылок революции стало правление Гуальберто Вильярроэля (1943—1946), в период которого были сделаны попытки усилить государственный контроль над добычей сырья — основы этой политики взяло на вооружение Национально-революционное движение (МНР), инициировавшее радикализацию сельского населения против правления олигархии.

## Выступление
1951 год принёс МНР победу на выборах. В ответ на это сформировалась военная хунта (при поддержке горнодобывающей олигархии), чтобы предотвратить приход МНР к власти. Реакция населения проявилась 9 апреля: отряды вооружённых шахтёров двинулись на Ла-Пас. После трёх дней боёв с правительственными войсками МНР занял президентский дворец, и его лидеры Эрнан Силес Суасо и Хуан Лечин приняли власть для передачи её основателю движения Виктору Пасу Эстенссоро.

## Развитие
Развитие революции охватывает три президентства.
Во время первого правления Виктора Паса Эстенссоро (1952—1956) были проведены коренные преобразования: изменена избирательная система, проведена национализация шахт в период с апреля по октябрь 1952 года. В августе 1953 года была проведена аграрная реформа и утверждён новый образовательный кодекс, в 1955 году начата реформа образования. В 1955 году новый нефтяной кодекс позволил иностранным компаниям получить доступ к разведке и добыче нефти в стране.
В правление Эрнана Силес Суасо (1956—1960) правительству пришлось столкнуться с инфляцией, вызванной отчасти реформами Паса Эстенссоро, и реализовать первый план стабилизации на основе соглашений с Международным валютным фондом.
Во второе правление Паса Эстенссоро (1960—1964) было продолжено реформирование КОМИБОЛ — Ассоциации шахт Боливии — и строительство инфраструктуры.

### Всеобщее избирательное право
21 июля 1952 года правительство ввело всеобщее избирательное право. При предоставлении права голоса неграмотным, коренным жителям и женщинам число избирателей увеличилось с 205 000 чел. (6,6 % от общей численности населения) в 1951 году до 1,125,000 (33,8 %) в 1956 году. Для сравнения: женщинам право голоса было предоставлено в Бразилии в 1946 году, в Аргентине в 1951 году, в Чили в 1952 году, в Мексике в 1955 году, в Перу в 1956 году, а неграмотным право голоса, кроме Боливии, было предоставлено в Перу лишь в 1980 году и только в 1986 году в Бразилии.

### Боливийский рабочий центр
Боливийский рабочий центр (БРЦ) был основан 17 апреля 1952 года с целью объединения профсоюзов шахтёров, заводских рабочих, железнодорожников, банков, работников промышленности и торговли, строителей, пекарей и фермеров. Его первым исполнительным секретарём стал Хуан Лечин, который был ответственным секретарём Федерации профсоюзов рабочих шахт Боливии (FSTMB), основанной в 1944 году. Лечин стал также министром горнорудной и нефтяной промышленности в первом кабинете Виктора Паса Эстенссоро. Среди основных задач БРЦ была национализация шахт и железных дорог, аграрная революция и отмена антирабочих мер, принятых олигархическими правительствами. В БРЦ сформировалось радикальное революционное крыло (включавшее троцкистов и марксистских синдикалистов из Революционной рабочей партии), требовавшее ускорения и углубления социальных и экономических перемен. В то же время трудовые реформы правительства МНР вызывали острые дискуссии. По разным оценкам, в период с 1952 по 1958 год в стране произошло порядка 350 забастовок, что отрицательно влияло на производство и сделало Боливию одной из стран с наибольшей потерей человеко-часов.

### Военная реформа
МНР сократил численность армии с 20 000 в апреле 1952 года до 5000 чел. в январе 1953 года за счёт демобилизации призывников. Кроме того, около 300 офицеров были отправлены в отставку. Военный бюджет был сокращён с 20 % от общего бюджета в 1953 году до 6,7 % в 1957 году. Вместо регулярной армии МНР сформировало ополчение городских и сельских рабочих и крестьян. Между 1952 и 1956 годами полиция и милиция преобладала в сфере внутренней безопасности и общественного порядка.

### Национализация шахт
Национализация шахт трёх основных горнодобывающих концернов Боливии (Патиньо, Арамайо и Гошильд) была первой экономической реформой МНР и создала ряд внутренних и внешних противоречий вокруг революции. На внутреннем рынке МНР пытался усилить государственный контроль над добычей сырья в стране. В 1952 году Пас Эстенссоро стремится не столько к национализации, сколько к созданию экспортной монополии через государственный банк «Banco Minero» и обязательство поставлять сто процентов иностранной валюты из него в Центральный банк. Национализации требовал БРЦ, под давлением которого Пас Эстенссоро неохотно начал национализацию. При этом она принесла с собой необходимость определения условий, при которых будет проводиться национализация: с или без компенсации владельцам шахт. Так, БРЦ потребовал национализации без компенсации.
Для оценки ситуации Пас Эстенссоро сформировал комиссию по национализации шахт, которая работала в течение пяти месяцев и пришла к выводу, что компенсация необходима, чтобы не провоцировать гражданскую войну. В 31 октября 1952 года Пас Эстенссоро и министр шахт Хуан Лечин подписали декрет о национализации с условием передачи 163 шахт, распределённых по 13 горнодобывающим компаниям во вновь созданную Горнодобывающую корпорацию Боливии — КОМИБОЛ. Национализация шахт была расценена как «экономическая независимость» Боливии как МНР, так и БРЦ.

### Аграрная реформа
В середине XX века аграрное землевладение Боливии характеризовалось неравномерностью землепользования, полуфеодальными условиями труда и низкой эффективностью. Коренные жители должны были обеспечить семена, инструменты и даже тягловый скот, чтобы получить право на работу на земле. Неэффективность сельского хозяйства была такова, что от 35 до 40 процентов импорта составляло продовольствие.
В январе 1953 года была образована комиссия по земельной реформе под председательством вице-президента Эрнана Силес Суасо при участии оппозиционных партий. 3 августа 1953 года в Укуренье был подписан Указ Кочабамбы об аграрной реформе. Указ предложил компенсацию помещикам и предоставил бывшие помещичьи земли индейским общинам с условием неделимости этих земель между их членами.
Реализация реформы была громоздкой. Из 15,322 запросов на предоставление земли, поданных в период с 1953 по 1966 год, только 7,322, или 48,8 %, получили ответ. Однако в последующие 30 лет властям удалось распределить 39 млн дополнительных гектаров между более чем 650 000 получателями.

### Реформа образования
В 1950 году 25,8 % населения Боливии имели лишь начальное образование, а две трети населения (67,9 %) были неграмотными. В образовании преобладали запоминание и декламация, обеспечивавшие только зачатки чтения, письма и математики, плохая подготовка учителей и краткосрочность учебного года из-за обилия праздников. В 1953 году правительство создало Национальную комиссию по реформе образования, которая через 120 дней представила свои предложения. В 1955 году правительство обнародовало Боливийский Кодекс об образовании. Кодекс разделил систему образования между Министерство образования в городской местности и созданным Министерством сельского образования. Кодекс стремился распространить образование в массы и переориентировать его в сторону технического образования.

## Помощь США
В отличие от мексиканской революции, боливийская революция получила парадоксальную поддержку Соединённых Штатов. После того, как Боливия согласилась возместить синдикатам Патиньо, Армайо и Гошильд убытки от национализации шахт, правительство США пришло к выводу, что новое боливийское правительство не было коммунистическим, и помощь США увеличилась. Сначала эта помощь выражалась в поставках продовольствия и способствовала нейтрализации нехватки продуктов питания из-за дезорганизации после первых мероприятий земельной реформы. Помощь США выросла с 1,5 млн долл. в 1952 году до 79 млн в 1964 году. Из этой общей суммы военная помощь составила 0,1 млн в 1952 году и 3,2 млн в 1964 году. Согласно разным оценкам, общий объём помощи, полученной в период с 1953 по 1964 год, составляла $ 368 млн, или около $ 35 млн в год.

## Завершение революции
Конфликты внутри МНР стали нарастать во второй срок Паса Эстенссоро в 1960—1964 годах. Вместе с Соединёнными Штатами и ФРГ Пас Эстенссоро одобрил «Трёхсторонний план», в котором содержался призыв к реструктуризации оловодобывающей отрасли. План требовал прекращения рабочего контроля над операциями КОМИБОЛа, увольнения рабочих и сокращения их окладов и пособий, а потому был категорически отвергнут БРЦ и сторонниками перешедшего в оппозицию Хуана Лечина.
В 1964 году Пас Эстенссоро решил снова баллотироваться на пост президента и выдвинул генерала Рене Барриентоса Ортуньо в качестве вице-президента. Поскольку большинство оппозиционных групп отказались от участия в выборах, Пас Эстенссоро был переизбран при поддержке военных и крестьян. Однако он стал всё больше ориентироваться на военных, рассчитывая на их невовлечённость в политические интриги. Но эта поддержка оказалась ненадёжной: военные уже планировали свергнуть его. 3 ноября 1964 года в результате военного переворота Барриентос Ортуньо сверг Паса Эстенссоро, и в стране вновь установилась военная хунта.